# Knemodynerus coriaceus
Knemodynerus coriaceus är en stekelart som beskrevs av Giordani Soika 1970. Knemodynerus coriaceus ingår i släktet Knemodynerus och familjen Eumenidae. Inga underarter finns listade i Catalogue of Life.